# You’ll Rebel to Anything
You’ll Rebel to Anything – album grupy Mindless Self Indulgence wydany w 2005 roku (zob. 2005 w muzyce).

## Podstawowe informacje
Gatunek: electropunk
Wytwórnia: Metropolis Records
Producent: Machine
Data wydania: 12 kwietnia 2005

## Utwory
1. Shut Me Up
2. 1989
3. Straight to Video
4. Tom Sawyer
5. You’ll Rebel to Anything
6. What Do They Know?
7. Stupid MF
8. 2 Hookers and an 8 Ball
9. Prom
10. Bullshit